# Liste des églises du Val-d'Oise
La liste des églises du Val-d'Oise vise à situer les églises du département français du Val-d'Oise. Il est fait état des diverses protections dont elles peuvent bénéficier, et notamment les inscriptions et classements au titre des monuments historiques.

## Rattachement diocésain des églises catholiques
En ce qui concerne le culte catholique, les églises sont situées dans le diocèse de Pontoise.

## Statistiques

### Nombres
Le département du Val-d'Oise comprend 184 communes au 1er janvier 2023.
Depuis 2022, le diocèse de Pontoise compte 54 paroisses.

## Liste

### Église catholique
Les églises ci-après sont classées selon l'ordre alphabétique de leur commune.
La liste mentionne les protections dont elles peuvent bénéficier, notamment au titre des monuments historiques. Les notices correspondantes de la base Mérimée sont également indiquées le cas échéant.
| Église                                           | Commune                  | Coordonnées                      | Notice         | Protection | Date        | Illustration                                     |
| ------------------------------------------------ | ------------------------ | -------------------------------- | -------------- | --- | ----------- | ------------------------------------------------ |
| Église Notre-Dame-de-l'Assomption                | Ableiges                 | 49° 04′ 03″ nord, 1° 58′ 05″ est | « PA00079972 » | Inscrit MH | 1931        | Église Notre-Dame-de-l'Assomption                |
| Église Saint-Martin                              | Ableiges                 | 49° 05′ 18″ nord, 1° 58′ 56″ est | « PA00079971 » | Classé MH (travées de l'ancien chœur avec leurs bas-côtés intérieur et extérieur)                                                    | 1931        | Église Saint-Martin                              |
| Église Saint-Martin                              | Aincourt                 | 49° 04′ 18″ nord, 1° 46′ 36″ est | « PA00079973 » | Inscrit MH | 1939        | Église Saint-Martin                              |
| Église de l'Immaculée-Conception                 | Ambleville               | 49° 09′ 02″ nord, 1° 41′ 47″ est |                | |             | Église de l'Immaculée-Conception                 |
| Église Saint-Léger                               | Amenucourt               | 49° 06′ 22″ nord, 1° 38′ 32″ est | « PA00079975 » | Inscrit MH (colonnes à chapiteaux)                                                                                                   | 1940        | Église Saint-Léger                               |
| Église Saint-Médard                              | Andilly                  | 49° 00′ 17″ nord, 2° 18′ 00″ est |                | |             | Église Saint-Médard                              |
| Basilique Saint-Denys                            | Argenteuil               | 48° 56′ 33″ nord, 2° 14′ 47″ est |                | Patrimoine d'intérêt régional | 2024        | Basilique Saint-Denys                            |
| Église Saint-Ferdinand                           | Argenteuil               | 48° 57′ 17″ nord, 2° 17′ 10″ est |                | |             | Image manquante Téléverser                       |
| Église Saint-Jean-Marie-Vianney                  | Argenteuil               | 48° 57′ 26″ nord, 2° 14′ 10″ est |                | |             | Image manquante Téléverser                       |
| Église Notre-Dame-de-Lourdes                     | Argenteuil               | 48° 56′ 26″ nord, 2° 14′ 00″ est |                | |             | Image manquante Téléverser                       |
| Église Notre-Dame-de-la-Paix                     | Arnouville               | 48° 59′ 36″ nord, 2° 24′ 43″ est | « EA95000001 » | |             | Image manquante Téléverser                       |
| Église Saint-Denis                               | Arnouville               | 48° 58′ 44″ nord, 2° 25′ 18″ est | « PA00079980 » | Inscrit MH | 1986        | Église Saint-Denis                               |
| Église Saint-Jean-Apôtre                         | Arnouville               | 48° 59′ 40″ nord, 2° 25′ 08″ est |                | |             | Image manquante Téléverser                       |
| Église Saint-Pierre-Saint-Paul                   | Arronville               | 49° 10′ 55″ nord, 2° 06′ 49″ est | « PA00079984 » | Classé MH | 1943        | Église Saint-Pierre-Saint-Paul                   |
| Église Saint-Aignan                              | Arthies                  | 49° 05′ 38″ nord, 1° 47′ 21″ est | « PA00079986 » | Inscrit MH | 1926        | Église Saint-Aignan                              |
| Église Saint-Rémi                                | Asnières-sur-Oise        | 49° 07′ 55″ nord, 2° 21′ 20″ est | « PA00079988 » | Inscrit MH | 1985        | Église Saint-Rémi                                |
| Église Saint-Martin                              | Attainville              | 49° 03′ 25″ nord, 2° 20′ 46″ est | « PA00079989 » | Classé MH | 1912        | Église Saint-Martin                              |
| Église Notre-Dame-de-l'Assomption                | Auvers-sur-Oise          | 49° 04′ 19″ nord, 2° 10′ 34″ est | « PA00079993 » | Classé MH | 1915        | Église Notre-Dame-de-l'Assomption                |
| Église Saint-Lucien                              | Avernes                  | 49° 05′ 06″ nord, 1° 52′ 25″ est | « PA00079996 » | Classé MH | 1945        | Église Saint-Lucien                              |
| Église Saint-Martin                              | Avernes                  | 49° 05′ 47″ nord, 1° 51′ 27″ est | « PA00080064 » | Classé MH (clocher et abside) | 1920        | Église Saint-Martin                              |
| Église Saint-Martin                              | Baillet-en-France        | 49° 03′ 46″ nord, 2° 17′ 57″ est |                | |             | Église Saint-Martin                              |
| Église Saint-Gédéon                              | Banthelu                 | 49° 07′ 33″ nord, 1° 48′ 50″ est | « PA00079997 » | Inscrit MH | 1927        | Église Saint-Gédéon                              |
| Église Saint-Germer                              | Banthelu                 | 49° 07′ 33″ nord, 1° 48′ 52″ est |                | |             | Église Saint-Germer                              |
| Église Notre-Dame                                | Beauchamp                | 49° 00′ 48″ nord, 2° 11′ 29″ est |                | |             | Église Notre-Dame                                |
| Église Saint-Laurent                             | Beaumont-sur-Oise        | 49° 08′ 42″ nord, 2° 17′ 15″ est | « PA00079999 » | Classé MH | 1862        | Église Saint-Laurent                             |
| Église Sainte-Marie-Madeleine                    | Le Bellay-en-Vexin       | 49° 09′ 04″ nord, 1° 53′ 15″ est | « PA00080001 » | Classé MH | 1965        | Église Sainte-Marie-Madeleine                    |
| Église Saint-Nicolas                             | Bellefontaine            | 49° 05′ 56″ nord, 2° 27′ 59″ est |                | |             | Église Saint-Nicolas                             |
| Église Saint-Georges                             | Belloy-en-France         | 49° 05′ 22″ nord, 2° 22′ 04″ est | « PA00080003 » | Classé MH | 1846        | Église Saint-Georges                             |
| Église Saint-Denis                               | Bernes-sur-Oise          | 49° 09′ 41″ nord, 2° 18′ 01″ est |                | |             | Église Saint-Denis                               |
| Église Saint-Denis                               | Berville                 | 49° 11′ 29″ nord, 2° 04′ 13″ est | « PA00080004 » | Classé MH | 1920        | Église Saint-Denis                               |
| Église Saint-Gervais-et-Saint-Protais            | Bessancourt              | 49° 02′ 19″ nord, 2° 13′ 05″ est | « PA00080005 » | Classé MH | 1921        | Église Saint-Gervais-et-Saint-Protais            |
| Église Notre-Dame-de-la-Pitié                    | Béthemont-la-Forêt       | 49° 03′ 05″ nord, 2° 14′ 57″ est |                | |             | Église Notre-Dame-de-la-Pitié                    |
| Église Saint-Martin                              | Bezons                   | 48° 55′ 37″ nord, 2° 12′ 55″ est |                | |             | Église Saint-Martin                              |
| Église Sainte-Madeleine                          | Boisemont                | 49° 01′ 14″ nord, 2° 00′ 03″ est |                | |             | Église Sainte-Madeleine                          |
| Église Saint-André                               | Boissy-l'Aillerie        | 49° 04′ 39″ nord, 2° 01′ 52″ est | « PA00080007 » | Inscrit MH | 1926        | Église Saint-André                               |
| Église Saint-Martin                              | Bonneuil-en-France       | 48° 58′ 27″ nord, 2° 25′ 53″ est |                | |             | Église Saint-Martin                              |
| Église Saint-Georges                             | Bouffémont               | 49° 02′ 37″ nord, 2° 17′ 46″ est |                | |             | Image manquante Téléverser                       |
| Église Saint-Jean-Baptiste                       | Bouqueval                | 49° 01′ 27″ nord, 2° 25′ 34″ est | « IA95000082 » | |             | Église Saint-Jean-Baptiste                       |
| Église Notre-Dame-de-la-Nativité                 | Bray-et-Lû               | 49° 08′ 21″ nord, 1° 39′ 20″ est |                | |             | Église Notre-Dame-de-la-Nativité                 |
| Église Saint-Crépin-Saint-Crépinien              | Bréançon                 | 49° 08′ 34″ nord, 2° 01′ 19″ est | « PA00080009 » | Classé MH | 1980        | Église Saint-Crépin-Saint-Crépinien              |
| Église Saint-Pierre-aux-Liens-et-Saint-Étienne   | Brignancourt             | 49° 08′ 17″ nord, 1° 56′ 32″ est | « PA00080010 » | Classé MH | 1910        | Église Saint-Pierre-aux-Liens-et-Saint-Étienne   |
| Église Saint-Vivien                              | Bruyères-sur-Oise        | 49° 09′ 24″ nord, 2° 19′ 54″ est | « PA00080011 » | Classé MH | 1938        | Église Saint-Vivien                              |
| Église Saint-Saturnin                            | Buhy                     | 49° 11′ 35″ nord, 1° 41′ 32″ est |                | |             | Église Saint-Saturnin                            |
| Église du Cœur-Immaculé-de-Marie                 | Butry-sur-Oise           | 49° 05′ 07″ nord, 2° 11′ 51″ est |                | |             | Église du Cœur-Immaculé-de-Marie                 |
| Église Saint-Christophe                          | Cergy                    | 49° 02′ 00″ nord, 2° 03′ 42″ est | « PA00080012 » | Classé MH (sauf le porche nord-ouest)                                                                                                | 1913        | Église Saint-Christophe                          |
| Église Sainte-Marie-des-Peuples                  | Cergy                    | 49° 03′ 02″ nord, 2° 02′ 06″ est |                | |             | Image manquante Téléverser                       |
| Église Bienheureux-Frédéric-Ozoman               | Cergy                    | 49° 03′ 03″ nord, 2° 00′ 33″ est |                | |             | Image manquante Téléverser                       |
| Église Notre-Dame-de-l'Assomption                | Champagne-sur-Oise       | 49° 08′ 00″ nord, 2° 13′ 51″ est | « PA00080017 » | Classé MH | 1862        | Église Notre-Dame-de-l'Assomption                |
| Église Saint-Nicolas                             | La Chapelle-en-Vexin     | 49° 11′ 03″ nord, 1° 43′ 51″ est | « PA95000002 » | Inscrit MH | 1997        | Église Saint-Nicolas                             |
| Église Saint-Sulpice                             | Chars                    | 49° 09′ 38″ nord, 1° 56′ 23″ est | « PA00080019 » | Classé MH | 1912        | Église Saint-Sulpice                             |
| Église Saint-Martin                              | Châtenay-en-France       | 49° 04′ 01″ nord, 2° 27′ 28″ est | « PA00080020 » | Classé MH | 1990        | Église Saint-Martin                              |
| Église Notre-Dame                                | Chaumontel               | 49° 07′ 23″ nord, 2° 25′ 54″ est |                | |             | Église Notre-Dame                                |
| Église Saint-Crépin-et-Saint-Crépinien           | Chaussy                  | 49° 07′ 18″ nord, 1° 41′ 40″ est | « PA00080023 » | Inscrit MH | 1927        | Église Saint-Crépin-et-Saint-Crépinien           |
| Église Saint-Nicolas                             | Chauvry                  | 49° 03′ 14″ nord, 2° 16′ 09″ est |                | |             | Église Saint-Nicolas                             |
| Église Saint-Leu-Saint-Gilles                    | Chennevières-lès-Louvres | 49° 02′ 43″ nord, 2° 33′ 03″ est | « PA00080025 » | Classé MH | 1980        | Église Saint-Leu-Saint-Gilles                    |
| Église Saint-Denis                               | Chérence                 | 49° 05′ 16″ nord, 1° 40′ 33″ est | « PA00080027 » | Classé MH | 1962        | Église Saint-Denis                               |
| Église Saint-Germain-de-Paris                    | Cléry-en-Vexin           | 49° 07′ 38″ nord, 1° 50′ 24″ est | « PA00080029 » | Classé MH | 1929        | Église Saint-Germain-de-Paris                    |
| Église Saint-Martin                              | Commeny                  | 49° 07′ 36″ nord, 1° 53′ 23″ est | « PA00080030 » | Inscrit MH | 1926        | Église Saint-Martin                              |
| Église Saint-Pierre-ès-Liens                     | Condécourt               | 49° 02′ 27″ nord, 1° 56′ 29″ est | « PA00080032 » | Inscrit MH (sauf la nef) | 1925        | Église Saint-Pierre-ès-Liens                     |
| Église Saint-Martin                              | Cormeilles-en-Parisis    | 48° 58′ 38″ nord, 2° 12′ 13″ est | « PA00080033 » | Classé MH | 1997        | Église Saint-Martin                              |
| Église du Christ-Roi                             | Cormeilles-en-Parisis    | 48° 57′ 55″ nord, 2° 11′ 31″ est |                | |             | Église du Christ-Roi                             |
| Église Saint-Martin                              | Cormeilles-en-Vexin      | 49° 06′ 56″ nord, 2° 01′ 04″ est | « PA00080034 » | Classé MH | 1911        | Église Saint-Martin                              |
| Église Saint-Lucien                              | Courcelles-sur-Viosne    | 49° 04′ 33″ nord, 2° 00′ 14″ est | « PA00080036 » | Classé MH (chœur et clocher) | 1908        | Église Saint-Lucien                              |
| Église Saint-Martin                              | Courdimanche             | 49° 02′ 07″ nord, 2° 00′ 05″ est | « PA00080038 » | Inscrit MH | 1987        | Église Saint-Martin                              |
| Église Notre-Dame-et-Saint-Eugène                | Deuil-la-Barre           | 48° 58′ 34″ nord, 2° 19′ 33″ est | « PA00080039 » | Classé MH | 1962        | Église Notre-Dame-et-Saint-Eugène                |
| Église Saint-Louis                               | Deuil-la-Barre           | 48° 58′ 12″ nord, 2° 19′ 22″ est |                | |             | Église Saint-Louis                               |
| Église Sainte-Marie-Madeleine                    | Domont                   | 49° 01′ 36″ nord, 2° 19′ 35″ est | « PA00080040 » | Classé MH (chœur et croisée du transept)                                                                                             | 1913        | Église Sainte-Marie-Madeleine                    |
| Église Notre-Dame-de-l'Assomption                | Eaubonne                 | 48° 59′ 39″ nord, 2° 16′ 29″ est |                | |             | Église Notre-Dame-de-l'Assomption                |
| Église Sainte-Marie                              | Eaubonne                 | 48° 59′ 34″ nord, 2° 16′ 43″ est |                | |             | Église Sainte-Marie                              |
| Église du Sacré-Cœur                             | Eaubonne                 | 48° 59′ 06″ nord, 2° 16′ 35″ est |                | |             | Image manquante Téléverser                       |
| Église Saint-Acceul                              | Écouen                   | 49° 01′ 05″ nord, 2° 22′ 47″ est | « PA00080046 » | Classé MH | 1840        | Église Saint-Acceul                              |
| Église Saint-Joseph                              | Enghien-les-Bains        | 48° 58′ 08″ nord, 2° 18′ 24″ est | « IA95000186 » | |             | Église Saint-Joseph                              |
| Église Saint-Aubin                               | Ennery                   | 49° 04′ 37″ nord, 2° 06′ 20″ est | « PA00080050 » | Classé MH | 1911        | Église Saint-Aubin                               |
| Église Notre-Dame                                | Épiais-Rhus              | 49° 07′ 21″ nord, 2° 03′ 45″ est | « PA00080054 » | Classé MH | 1911        | Église Notre-Dame                                |
| Église Notre-Dame                                | Épiais-lès-Louvres       | 49° 01′ 55″ nord, 2° 33′ 28″ est | « PA00080053 » | Inscrit MH (clocher) | 1966        | Église Notre-Dame                                |
| Église Saint-Eutrope                             | Épinay-Champlâtreux      | 49° 05′ 14″ nord, 2° 24′ 52″ est | « PA95000023 » | Inscrit MH | 2021        | Église Saint-Eutrope                             |
| Église Saint-Pie-X                               | Éragny                   | 49° 01′ 22″ nord, 2° 05′ 33″ est |                | |             | Église Saint-Pie-X                               |
| Église Saint-Flaive                              | Ermont                   | 48° 59′ 23″ nord, 2° 15′ 32″ est |                | |             | Église Saint-Flaive                              |
| Église Notre-Dame-de-l'Assomption                | Ézanville                | 49° 01′ 45″ nord, 2° 21′ 42″ est | « PA00080056 » | Classé MH (sauf bas-côté et clocher)                                                                                                 | 1915        | Église Notre-Dame-de-l'Assomption                |
| Église Saint-Aquilin                             | Fontenay-en-Parisis      | 49° 03′ 13″ nord, 2° 27′ 03″ est | « PA00080057 » | Classé MH | 1886        | Église Saint-Aquilin                             |
| Église Saint-Étienne                             | Fosses                   | 49° 05′ 44″ nord, 2° 29′ 19″ est | « PA00080058 » | Classé MH | 1913        | Église Saint-Étienne                             |
| Église Notre-Dame-des-Noues                      | Franconville             | 48° 59′ 01″ nord, 2° 13′ 43″ est |                | |             | Église Notre-Dame-des-Noues                      |
| Église Sainte-Madeleine                          | Franconville             | 48° 59′ 00″ nord, 2° 13′ 48″ est |                | |             | Église Sainte-Madeleine                          |
| Église Saint-Clair                               | Frémainville             | 49° 03′ 55″ nord, 1° 52′ 01″ est |                | |             | Église Saint-Clair                               |
| Église Notre-Dame-de-l'Assomption                | Frémécourt               | 49° 07′ 11″ nord, 2° 00′ 05″ est | « PA00080060 » | Inscrit MH | 1974        | Église Notre-Dame-de-l'Assomption                |
| Église Saint-Nicolas                             | Frépillon                | 49° 03′ 11″ nord, 2° 12′ 19″ est |                | |             | Église Saint-Nicolas                             |
| Église Saint-Nicolas                             | La Frette-sur-Seine      | 48° 58′ 40″ nord, 2° 10′ 37″ est |                | |             | Église Saint-Nicolas                             |
| Église Saint-Martin                              | Frouville                | 49° 08′ 54″ nord, 2° 09′ 02″ est | « PA00080061 » | Inscrit MH | 1925        | Église Saint-Martin                              |
| Église Saint-Martin                              | Garges-lès-Gonesse       | 48° 58′ 03″ nord, 2° 24′ 49″ est |                | |             | Église Saint-Martin                              |
| Église Sainte-Geneviève                          | Garges-lès-Gonesse       | 48° 58′ 22″ nord, 2° 23′ 21″ est | « EA95000002 » | |             | Image manquante Téléverser                       |
| Église Saint-Pierre                              | Genainville              | 49° 07′ 30″ nord, 1° 45′ 10″ est | « PA00080067 » | Classé MH | 1920        | Église Saint-Pierre                              |
| Ancienne église Saint-Pierre                     | Génicourt                | 49° 05′ 19″ nord, 2° 04′ 05″ est | « PA00080070 » | Classé MH | 1944        | Ancienne église Saint-Pierre                     |
| Église Saint-Pierre                              | Génicourt                | 49° 05′ 19″ nord, 2° 04′ 05″ est |                | |             | Église Saint-Pierre                              |
| Église Saint-Pierre-et-Saint-Paul                | Gonesse                  | 48° 59′ 17″ nord, 2° 26′ 50″ est | « PA00080071 » | Classé MH | 1862        | Église Saint-Pierre-et-Saint-Paul                |
| Église Saint-François-d'Assise                   | Gonesse                  | 49° 00′ 06″ nord, 2° 25′ 24″ est | « IA95000049 » | |             | Image manquante Téléverser                       |
| Église Saint-Pierre-Saint-Paul                   | Goussainville            | 49° 00′ 50″ nord, 2° 27′ 55″ est | « PA00080075 » | Classé MH | 1914        | Église Saint-Pierre-Saint-Paul                   |
| Église Saint-Michel                              | Goussainville            | 49° 02′ 01″ nord, 2° 28′ 29″ est | « IA00080253 » | |             | Église Saint-Michel                              |
| Église Notre-Dame-de-l'Assomption                | Gouzangrez               | 49° 06′ 44″ nord, 1° 54′ 35″ est | « PA00080077 » | Inscrit MH | 1926        | Église Notre-Dame-de-l'Assomption                |
| Église Saint-Caprais                             | Grisy-les-Plâtres        | 49° 07′ 52″ nord, 2° 03′ 02″ est | « PA00080078 » | Classé MH | 1914        | Église Saint-Caprais                             |
| Église Saint-Martin                              | Groslay                  | 48° 59′ 14″ nord, 2° 20′ 37″ est | « PA00080079 » | Classé MH | 1929        | Église Saint-Martin                              |
| Église Saint-Nicolas                             | Guiry-en-Vexin           | 49° 06′ 32″ nord, 1° 51′ 05″ est | « PA00080085 » | Classé MH | 1942        | Église Saint-Nicolas                             |
| Église Notre-Dame-de-l'Assomption                | Haravilliers             | 49° 10′ 26″ nord, 2° 03′ 20″ est | « PA00080087 » | Classé MH | 1915        | Église Notre-Dame-de-l'Assomption                |
| Église de l'Annonciation                         | Haute-Isle               | 49° 05′ 01″ nord, 1° 39′ 33″ est | « PA00080088 » | Inscrit MH | 1926        | Église de l'Annonciation                         |
| Église Saint-Georges                             | Le Heaulme               | 49° 09′ 57″ nord, 2° 00′ 03″ est | « PA00080089 » | Inscrit MH (petit portail sur la face nord)                                                                                          | 1926        | Église Saint-Georges                             |
| Église de la Sainte-Trinité                      | Hédouville               | 49° 09′ 06″ nord, 2° 10′ 06″ est | « PA00080090 » | Inscrit MH | 1926        | Église de la Sainte-Trinité                      |
| Église Saint-Martin                              | Herblay-sur-Seine        | 48° 59′ 15″ nord, 2° 09′ 37″ est | « PA00080091 » | Inscrit MH | 1925        | Église Saint-Martin                              |
| Église Saint-Clair                               | Hérouville-en-Vexin      | 49° 06′ 03″ nord, 2° 07′ 54″ est | « PA00080092 » | Classé MH | 1915        | Église Saint-Clair                               |
| Église Saint-Martin                              | L'Isle-Adam              | 49° 06′ 43″ nord, 2° 13′ 03″ est | « PA00080095 » | Classé MH | 1941        | Église Saint-Martin                              |
| Église Saint-Léger                               | Jagny-sous-Bois          | 49° 04′ 41″ nord, 2° 26′ 37″ est | « PA00080097 » | Classé MH (clocher, chœur, ruines de la nef)                                                                                         | 1980        | Église Saint-Léger                               |
| Église de la Nativité-de-la-Sainte-Vierge        | Jouy-le-Moutier          | 49° 00′ 58″ nord, 2° 02′ 48″ est | « PA00080098 » | Classé MH | 1912        | Église de la Nativité-de-la-Sainte-Vierge        |
| Église Saint-Martin                              | Labbeville               | 49° 08′ 11″ nord, 2° 08′ 42″ est | « PA00080101 » | Inscrit MH | 1926        | Église Saint-Martin                              |
| Église Notre-Dame-de-la-Nativité                 | Lassy                    | 49° 05′ 50″ nord, 2° 26′ 47″ est |                | |             | Église Notre-Dame-de-la-Nativité                 |
| Église Saint-Fiacre-et-Notre-Dame-de-la-Nativité | Livilliers               | 49° 05′ 41″ nord, 2° 05′ 43″ est | « PA00080102 » | Classé MH | 1936        | Église Saint-Fiacre-et-Notre-Dame-de-la-Nativité |
| Église Saint-Gildard                             | Longuesse                | 49° 03′ 44″ nord, 1° 55′ 52″ est | « PA00080104 » | Classé MH | 1910        | Église Saint-Gildard                             |
| Église Saint-Justin                              | Louvres                  | 49° 02′ 29″ nord, 2° 30′ 23″ est | « IA00080286 » | |             | Église Saint-Justin                              |
| Église Saint-Côme-Saint-Damien                   | Luzarches                | 49° 06′ 44″ nord, 2° 25′ 43″ est | « PA00080108 » | Classé MH | 1912        | Église Saint-Côme-Saint-Damien                   |
| Église Notre-Dame-des-Champs                     | Maffliers                | 49° 04′ 39″ nord, 2° 18′ 24″ est | « PA00080111 » | Inscrit MH (chœur) | 1931        | Église Notre-Dame-des-Champs                     |
| Église Notre-Dame-de-la-Nativité                 | Magny-en-Vexin           | 49° 09′ 26″ nord, 1° 47′ 12″ est | « PA00080113 » | Classé MH | 1908        | Église Notre-Dame-de-la-Nativité                 |
| Église Saint-Martin                              | Mareil-en-France         | 49° 04′ 12″ nord, 2° 25′ 44″ est | « PA00080117 » | Inscrit MH | 1914        | Église Saint-Martin                              |
| Église Notre-Dame-de-la-Nativité                 | Margency                 | 49° 00′ 10″ nord, 2° 17′ 28″ est |                | |             | Église Notre-Dame-de-la-Nativité                 |
| Église Saint-Rémi                                | Marines                  | 49° 08′ 43″ nord, 1° 58′ 59″ est | « PA00080119 » | Inscrit MH | 1926        | Église Saint-Rémi                                |
| Église Saint-Étienne                             | Marly-la-Ville           | 49° 04′ 44″ nord, 2° 29′ 58″ est | « PA00080120 » | Classé MH | 1933        | Église Saint-Étienne                             |
| Église de l'Assomption-de-la-Vierge              | Maudétour-en-Vexin       | 49° 05′ 57″ nord, 1° 46′ 32″ est |                | |             | Église de l'Assomption-de-la-Vierge              |
| Église Saint-Léger                               | Menucourt                | 49° 01′ 25″ nord, 1° 59′ 10″ est |                | |             | Église Saint-Léger                               |
| Église Saint-Éloi                                | Mériel                   | 49° 04′ 49″ nord, 2° 12′ 24″ est |                | |             | Église Saint-Éloi                                |
| Église Saint-Denis                               | Méry-sur-Oise            | 49° 03′ 57″ nord, 2° 11′ 24″ est | « PA00080125 » | Classé MH | 1915        | Église Saint-Denis                               |
| Église de la Nativité-de-la-Vierge               | Le Mesnil-Aubry          | 49° 02′ 57″ nord, 2° 24′ 02″ est | « PA00080126 » | Classé MH | 1840        | Église de la Nativité-de-la-Vierge               |
| Église Saint-Maclou                              | Moisselles               | 49° 02′ 52″ nord, 2° 20′ 14″ est |                | |             | Église Saint-Maclou                              |
| Église Notre-Dame-de-l'Assomption                | Montgeroult              | 49° 05′ 04″ nord, 2° 00′ 20″ est | « PA00080128 » | Classé MH | 1941        | Église Notre-Dame-de-l'Assomption                |
| Église Saint-Martin                              | Montigny-lès-Cormeilles  | 48° 59′ 34″ nord, 2° 11′ 42″ est |                | |             | Église Saint-Martin                              |
| Église Saint-André                               | Montlignon               | 49° 00′ 31″ nord, 2° 17′ 06″ est |                | |             | Église Saint-André                               |
| Église Saint-Thomas                              | Montmagny                | 48° 58′ 27″ nord, 2° 20′ 46″ est |                | |             | Image manquante Téléverser                       |
| Collégiale Saint-Martin                          | Montmorency              | 48° 59′ 06″ nord, 2° 19′ 08″ est | « PA00080130 » | Classé MH | 1840        | Collégiale Saint-Martin                          |
| Église Saint-François                            | Montmorency              | 49° 00′ 13″ nord, 2° 19′ 01″ est |                | |             | Image manquante Téléverser                       |
| Église Saint-Denis                               | Montreuil-sur-Epte       | 49° 10′ 40″ nord, 1° 40′ 41″ est | « PA00080133 » | Inscrit MH | 1985        | Église Saint-Denis                               |
| Église Saint-Sulpice                             | Montsoult                | 49° 04′ 15″ nord, 2° 18′ 35″ est | « PA00080135 » | Inscrit MH | 1926        | Église Saint-Sulpice                             |
| Église Saint-André                               | Moussy                   | 49° 08′ 15″ nord, 1° 54′ 30″ est | « PA00080136 » | Inscrit MH | 1926        | Église Saint-André                               |
| Église Saint-Claude                              | Nerville-la-Forêt        | 49° 05′ 23″ nord, 2° 16′ 42″ est |                | |             | Église Saint-Claude                              |
| Église Saint-Symphorien                          | Nesles-la-Vallée         | 49° 07′ 45″ nord, 2° 10′ 11″ est | « PA00080139 » | Classé MH | 1862        | Église Saint-Symphorien                          |
| Église Saint-Denis                               | Neuilly-en-Vexin         | 49° 10′ 07″ nord, 1° 58′ 41″ est |                | |             | Église Saint-Denis                               |
| Église Saint-Joseph                              | Neuville-sur-Oise        | 49° 00′ 48″ nord, 2° 03′ 43″ est |                | |             | Église Saint-Joseph                              |
| Église Saint-Denis                               | Nointel                  | 49° 07′ 45″ nord, 2° 17′ 36″ est |                | |             | Église Saint-Denis                               |
| Église Saint-Germain-d'Auxerre                   | Noisy-sur-Oise           | 49° 08′ 20″ nord, 2° 19′ 44″ est | « PA00080145 » | Inscrit MH | 1969        | Église Saint-Germain-d'Auxerre                   |
| Église Saint-Quentin                             | Nucourt                  | 49° 09′ 48″ nord, 1° 50′ 40″ est | « PA00080147 » | Classé MH | 1915        | Église Saint-Quentin                             |
| Église Saint-Martin                              | Omerville                | 49° 08′ 24″ nord, 1° 43′ 05″ est | « PA00080152 » | Classé MH (abside et clocher) · Inscrit MH (reste de l'église)                                                                       | 1926 ; 1927 | Église Saint-Martin                              |
| Église Saint-Pierre-aux-Liens                    | Osny                     | 49° 03′ 38″ nord, 2° 03′ 47″ est | « PA00080156 » | Inscrit MH (clocher) · Inscrit MH (chœur)                                                                                            | 1926 ; 1948 | Église Saint-Pierre-aux-Liens                    |
| Église Saint-Denis                               | Parmain                  | 49° 07′ 39″ nord, 2° 12′ 25″ est | « PA00080158 » | Classé MH (chœur avec les deux travées qui le précèdent, clocher surmontant la première travée)>br /> Inscrit MH (reste de l'église) | 1912 ; 1945 | Église Saint-Denis                               |
| Église du Sacré-Cœur                             | Parmain                  | 49° 08′ 11″ nord, 2° 12′ 12″ est |                | |             | Image manquante Téléverser                       |
| Église Sainte-Marie-Madeleine                    | Le Perchay               | 49° 06′ 32″ nord, 1° 55′ 58″ est | « PA00080161 » | Inscrit MH | 1979        | Église Sainte-Marie-Madeleine                    |
| Église Saint-Germain-d'Auxerre                   | Persan                   | 49° 09′ 12″ nord, 2° 16′ 18″ est |                | |             | Église Saint-Germain-d'Auxerre                   |
| Église Saint-Jean-Baptiste                       | Pierrelaye               | 49° 01′ 22″ nord, 2° 09′ 19″ est |                | |             | Église Saint-Jean-Baptiste                       |
| Église Saint-François-de-Sales                   | Le Plessis-Bouchard      | 48° 59′ 52″ nord, 2° 14′ 05″ est |                | |             | Église Saint-François-de-Sales                   |
| Église Saint-Nicolas                             | Le Plessis-Bouchard      | 49° 00′ 06″ nord, 2° 14′ 07″ est |                | |             | Église Saint-Nicolas                             |
| Église Notre-Dame-de-l'Assomption                | Le Plessis-Gassot        | 49° 02′ 03″ nord, 2° 24′ 49″ est | « PA00080162 » | Classé MH | 1930        | Église Notre-Dame-de-l'Assomption                |
| Église Notre-Dame                                | Le Plessis-Luzarches     | 49° 05′ 43″ nord, 2° 27′ 10″ est |                | |             | Église Notre-Dame                                |
| Église Notre-Dame                                | Piscop                   | 49° 00′ 47″ nord, 2° 20′ 27″ est |                | |             | Église Notre-Dame                                |
| Cathédrale Saint-Maclou                          | Pontoise                 | 49° 03′ 02″ nord, 2° 05′ 50″ est | « PA00080163 » | Classé MH | 1840        | Cathédrale Saint-Maclou                          |
| Église Notre-Dame                                | Pontoise                 | 49° 02′ 58″ nord, 2° 05′ 32″ est | « PA00080166 » | Inscrit MH | 1926        | Église Notre-Dame                                |
| Église Saint-Pierre-des-Louvrais                 | Pontoise                 | 49° 02′ 56″ nord, 2° 05′ 34″ est |                | |             | Image manquante Téléverser                       |
| Église Saint-Germain-l'Auxerrois                 | Presles                  | 49° 06′ 57″ nord, 2° 16′ 52″ est | « PA00080177 » | Inscrit MH | 1926        | Église Saint-Germain-l'Auxerrois                 |
| Église Saint-Pierre                              | Puiseux-Pontoise         | 49° 03′ 27″ nord, 2° 01′ 06″ est | « PA00080180 » | Inscrit MH (chœur, transept, clocher)                                                                                                | 1966        | Église Saint-Pierre                              |
| Église Sainte-Geneviève                          | Puiseux-en-France        | 49° 04′ 05″ nord, 2° 28′ 40″ est | « PA00080178 » | Inscrit MH | 1976        | Église Sainte-Geneviève                          |
| Église Saint-Samson                              | La Roche-Guyon           | 49° 04′ 54″ nord, 1° 37′ 47″ est | « PA00080182 » | Inscrit MH | 1926        | Église Saint-Samson                              |
| Église Saint-Éloi                                | Roissy-en-France         | 49° 00′ 02″ nord, 2° 30′ 54″ est | « PA00080186 » | Classé MH | 1942        | Église Saint-Éloi                                |
| Église Saint-Georges                             | Ronquerolles             | 49° 10′ 04″ nord, 2° 13′ 09″ est | « PA00080187 » | Classé MH (porche et porte d'entrée)                                                                                                 | 1913        | Église Saint-Georges                             |
| Église Saint-Sulpice                             | Sagy                     | 49° 02′ 59″ nord, 1° 57′ 08″ est |                | Patrimoine d'intérêt régional | 2023        | Église Saint-Sulpice                             |
| Église Saint-Brice                               | Saint-Brice-sous-Forêt   | 49° 00′ 06″ nord, 2° 21′ 17″ est | « PA00080188 » | Classé MH (chapelle accolée à la face nord du clocher, clocher)                                                                      | 1964        | Église Saint-Brice                               |
| Église Notre-Dame                                | Saint-Clair-sur-Epte     | 49° 12′ 23″ nord, 1° 40′ 46″ est | « PA00080191 » | Classé MH | 1938        | Église Notre-Dame                                |
| Église Saint-Cyr-et-Sainte-Julitte               | Saint-Cyr-en-Arthies     | 49° 03′ 42″ nord, 1° 44′ 34″ est | « PA00080193 » | Inscrit MH | 1947        | Église Saint-Cyr-et-Sainte-Julitte               |
| Église Saint-Gervais-et-Saint-Protais            | Saint-Gervais            | 49° 10′ 09″ nord, 1° 46′ 06″ est | « PA00080195 » | Classé MH | 1909        | Église Saint-Gervais-et-Saint-Protais            |
| Église Saint-Gratien                             | Saint-Gratien            | 48° 58′ 15″ nord, 2° 17′ 00″ est |                | |             | Église Saint-Gratien                             |
| Église Saint-Leu-Saint-Gilles                    | Saint-Leu-la-Forêt       | 49° 01′ 05″ nord, 2° 14′ 43″ est |                | Patrimoine d'intérêt régional | 2022        | Église Saint-Leu-Saint-Gilles                    |
| Église Saint-Martin                              | Saint-Martin-du-Tertre   | 49° 06′ 33″ nord, 2° 20′ 43″ est |                | |             | Église Saint-Martin                              |
| Église Saint-Ouen                                | Saint-Ouen-l'Aumône      | 49° 02′ 21″ nord, 2° 06′ 17″ est | « PA00080201 » | Inscrit MH | 1926        | Église Saint-Ouen                                |
| Église Saint-Prix                                | Saint-Prix               | 49° 00′ 59″ nord, 2° 15′ 58″ est | « PA00080204 » | Inscrit MH | 1926        | Église Saint-Prix                                |
| Ancienne église Saint-Vit                        | Saint-Witz               | 49° 05′ 30″ nord, 2° 34′ 03″ est |                | |             | Ancienne église Saint-Vit                        |
| Église Saint-Vit                                 | Saint-Witz               | 49° 05′ 27″ nord, 2° 34′ 00″ est |                | |             | Image manquante Téléverser                       |
| Église Saint-Pierre-Saint-Paul                   | Sannois                  | 48° 58′ 07″ nord, 2° 15′ 17″ est |                | Patrimoine d'intérêt régional | 2023        | Église Saint-Pierre-Saint-Paul                   |
| Église Saint-Pierre-et-Saint-Paul                | Santeuil                 | 49° 07′ 34″ nord, 1° 57′ 07″ est | « PA00080207 » | Classé MH | 1894        | Église Saint-Pierre-et-Saint-Paul                |
| Église Saint-Pierre-et-Saint-Paul                | Sarcelles                | 48° 59′ 49″ nord, 2° 22′ 45″ est | « PA00080208 » | Classé MH | 1911        | Église Saint-Pierre-et-Saint-Paul                |
| Église Sainte-Trinité                            | Sarcelles                | 48° 58′ 32″ nord, 2° 23′ 00″ est |                | |             | Image manquante Téléverser                       |
| Église Saint-Thomas-Apôtre                       | Sarcelles                | 48° 59′ 36″ nord, 2° 21′ 59″ est |                | |             | Image manquante Téléverser                       |
| Église Saint-Sulpice                             | Seraincourt              | 49° 02′ 07″ nord, 1° 51′ 57″ est | « PA00080209 » | Classé MH | 1930        | Église Saint-Sulpice                             |
| Église Saint-Martin                              | Seugy                    | 49° 07′ 13″ nord, 2° 23′ 34″ est |                | |             | Église Saint-Martin                              |
| Église Saint-Germain-de-Paris                    | Soisy-sous-Montmorency   | 48° 59′ 15″ nord, 2° 18′ 00″ est |                | |             | Église Saint-Germain-de-Paris                    |
| Église Saint-Martin                              | Survilliers              | 49° 05′ 52″ nord, 2° 32′ 44″ est | « PA00080210 » | Classé MH | 1945        | Église Saint-Martin                              |
| Église Notre-Dame                                | Taverny                  | 49° 01′ 49″ nord, 2° 13′ 40″ est | « PA00080211 » | Classé MH | 1846        | Église Notre-Dame                                |
| Église Notre-Dame                                | Théméricourt             | 49° 05′ 11″ nord, 1° 53′ 41″ est | « PA00080213 » | Classé MH | 1929        | Église Notre-Dame                                |
| Église Saint-Denis                               | Le Thillay               | 49° 00′ 04″ nord, 2° 28′ 08″ est | « PA00080215 » | Inscrit MH | 1965        | Église Saint-Denis                               |
| Église Notre-Dame-de-la-Nativité                 | Us                       | 49° 06′ 00″ nord, 1° 58′ 03″ est | « PA00080216 » | Inscrit MH (sauf la nef) | 1926        | Église Notre-Dame-de-la-Nativité                 |
| Église Saint-Martin                              | Vallangoujard            | 49° 08′ 17″ nord, 2° 06′ 47″ est | « PA00080217 » | Classé MH (sauf le bas-côté sud et la sacristie)                                                                                     | 1915        | Église Saint-Martin                              |
| Église Saint-Nicolas                             | Vallangoujard            | 49° 07′ 42″ nord, 2° 05′ 41″ est | « IA00122371 » | |             | Image manquante Téléverser                       |
| Église Saint-Quentin                             | Valmondois               | 49° 05′ 46″ nord, 2° 11′ 28″ est | « PA00080219 » | Inscrit MH (chœur et bas-côté nord)                                                                                                  | 1935        | Église Saint-Quentin                             |
| Église Notre-Dame-des-Victoires                  | Vaudherland              | 49° 00′ 04″ nord, 2° 29′ 13″ est |                | |             | Église Notre-Dame-des-Victoires                  |
| Église Notre-Dame-de-l'Assomption                | Vauréal                  | 49° 02′ 02″ nord, 2° 01′ 57″ est | « PA00080223 » | Inscrit MH | 1926        | Église Notre-Dame-de-l'Assomption                |
| Église Sainte-Claire                             | Vauréal                  | 49° 01′ 58″ nord, 2° 01′ 08″ est |                | |             | Église Sainte-Claire                             |
| Église Saint-Pierre-et-Saint-Paul                | Vémars                   | 49° 04′ 09″ nord, 2° 34′ 03″ est | « IA95000130 » | |             | Église Saint-Pierre-et-Saint-Paul                |
| Église Notre-Dame                                | Vétheuil                 | 49° 03′ 55″ nord, 1° 42′ 04″ est | « PA00080225 » | Classé MH | 1840        | Église Notre-Dame                                |
| Église Saint-Pierre-et-Saint-Paul                | Viarmes                  | 49° 07′ 32″ nord, 2° 22′ 10″ est | « PA00080228 » | Inscrit MH | 2004        | Église Saint-Pierre-et-Saint-Paul                |
| Église Saint-Médard                              | Vigny                    | 49° 04′ 38″ nord, 1° 55′ 39″ est |                | |             | Église Saint-Médard                              |
| Église Notre-Dame-de-la-Nativité                 | Villaines-sous-Bois      | 49° 04′ 34″ nord, 2° 21′ 28″ est | « PA00080230 » | Inscrit MH (chœur) | 1969        | Église Notre-Dame-de-la-Nativité                 |
| Église Saint-Germain                             | Villeron                 | 49° 03′ 28″ nord, 2° 32′ 32″ est | « IA95000089 » | |             | Église Saint-Germain                             |
| Église Saint-Martin                              | Villers-en-Arthies       | 49° 05′ 20″ nord, 1° 43′ 37″ est | « PA00080233 » | Inscrit MH | 1939        | Église Saint-Martin                              |
| Église Saint-Sulpice                             | Villiers-Adam            | 49° 03′ 51″ nord, 2° 14′ 00″ est | « PA00080234 » | Classé MH (sauf la nef) | 1927        | Église Saint-Sulpice                             |
| Église Saint-Didier                              | Villiers-le-Bel          | 49° 00′ 30″ nord, 2° 23′ 21″ est | « PA00080235 » | Classé MH | 1931        | Église Saint-Didier                              |
| Église Saint-Thomas-Becket                       | Villiers-le-Sec          | 49° 04′ 21″ nord, 2° 23′ 24″ est | « PA00080238 » | Inscrit MH | 1970        | Église Saint-Thomas-Becket                       |
| Église Saint-Romain                              | Wy-dit-Joli-Village      | 49° 06′ 12″ nord, 1° 50′ 10″ est | « PA00080240 » | Classé MH | 1981        | Église Saint-Romain                              |

### Protestantisme
| Église                         | Commune           | Coordonnées                      | Illustration               |
| ------------------------------ | ----------------- | -------------------------------- | -------------------------- |
| Église évangélique luthérienne | Argenteuil        | 48° 57′ 17″ nord, 2° 16′ 53″ est | Image manquante Téléverser |
| Temple protestant              | Enghien-les-Bains | 48° 58′ 32″ nord, 2° 18′ 28″ est | Temple protestant          |

### Église arménienne
| Église                                                              | Commune    | Coordonnées                      | Illustration                                                       |
| ------------------------------------------------------------------- | ---------- | -------------------------------- | ------------------------------------------------------------------ |
| Église Saint-Grégoire-L'Illuminateur (Église catholique arménienne) | Arnouville | 48° 59′ 18″ nord, 2° 24′ 55″ est | Église Saint-Grégoire-L'Illuminateur(Église catholique arménienne) |
| Église Sainte-Croix-de-Varak (Église apostolique arménienne)        | Arnouville | 48° 59′ 20″ nord, 2° 25′ 00″ est | Église Sainte-Croix-de-Varak(Église apostolique arménienne)        |